# Sony Ericsson Xperia X1

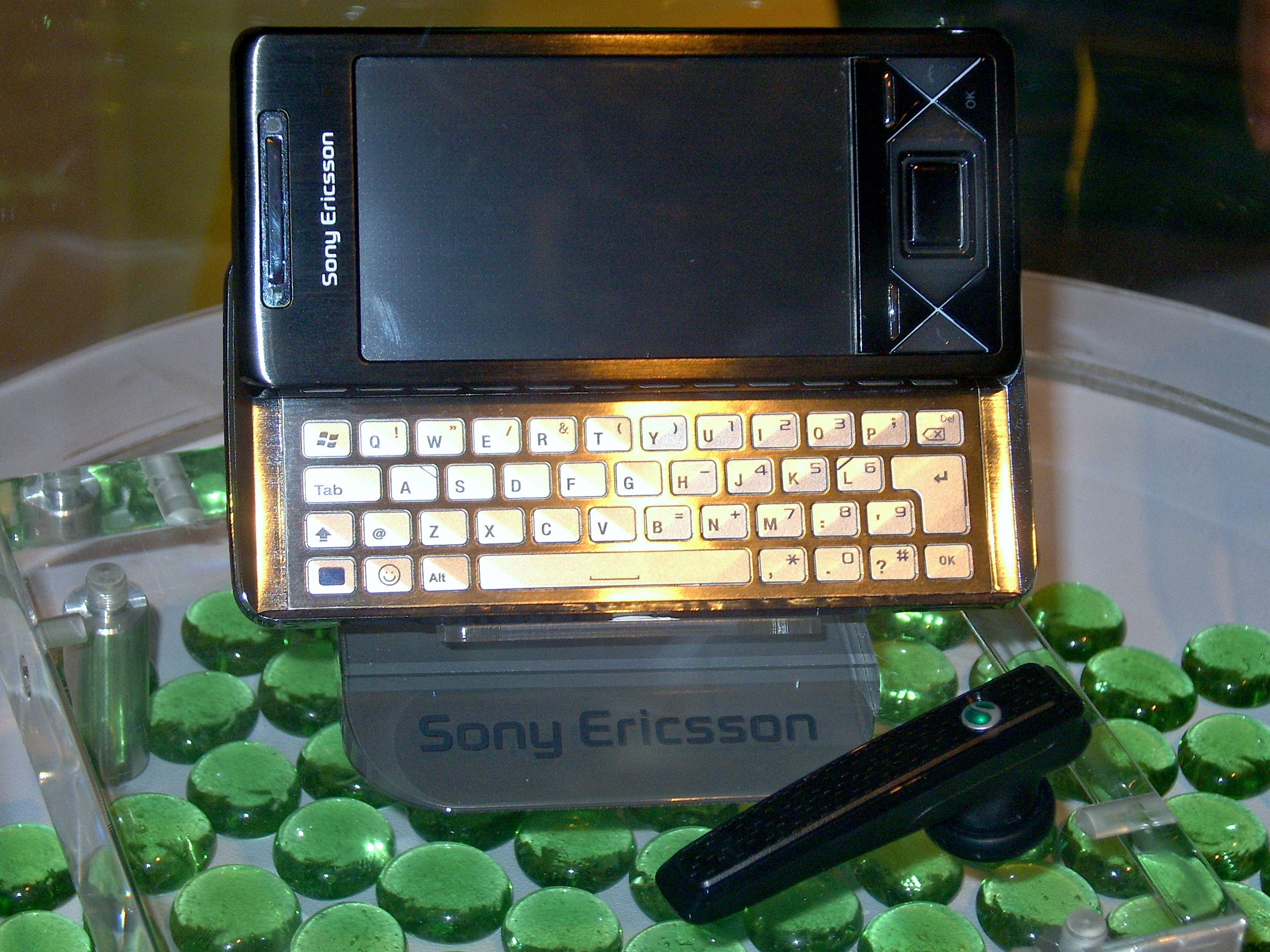
XPERIA X1

Sony Ericsson XPERIA X1 je první komunikátor firmy Sony Ericsson s operačním systémem Windows Mobile 6.1. Pro Sony Ericsson tento přístroj vyrobila firma HTC.

## Výbava přístroje
- Dotykový 3" TFT displej (800×480 pixelů)
- Vysouvací hardwarová QWERTY klávesnice
- Podpora mobilních sítí GSM 850, 900, 1800 a 1900 MHz
- Procesor ARM 11, 520Mhz
- Paměť 400 MB rozšířitelná paměťovými kartami microSD
- Bluetooth, GPRS, EDGE, UMTS, HSDPA / HSUPA
- aGPS
- Wi-Fi
- Optický joystick
- FM rádio s RDS
- 3,2megapixelový digitální fotoaparát s autofocusem a přisvětlovací diodou
- Baterie 1 500 mAh